# گوییمارو
گوییمارو (به اسپانیایی: Guáimaro)، یک منطقهٔ مسکونی در کوبا است که در استان کاماگوئی واقع شده‌است. گوییمارو ۱٬۸۴۷ کیلومتر مربع مساحت و ۵۷٬۰۸۶ نفر جمعیت دارد و ۸۰ متر بالاتر از سطح دریا واقع شده‌است.
این شهر به محله های کامانیگوان، الیا، گالبیس، گیمارو، پالو سکو، پیلار و تتوان تقسیم می شود.